# Рыжковская (Вологодская область)
Рыжковская — упразднённая деревня в Верховажском районе Вологодской области России.

## География
Урочище находится в северной части области, в подзоне средней тайги, в пределах южной части Важско-Кулойской низины, на левом берегу реки Терменьги, на расстоянии примерно 26 километров (по прямой) к юго-востоку от села Верховажье, административного центра района.

### Климат
Климат характеризуется как умеренно континентальный. Среднегодовая температура воздуха — +1,8 °C. Абсолютный минимум температуры воздуха составляет −46 °C; абсолютный максимум — +37 °C. Безморозный период длится 110—115 дней. Среднегодовое количество атмосферных осадков составляет 637 мм. В течение года преобладают ветра юго-западного направления.

## История
В «Списке населенных мест Вологодской губернии по сведениям 1859 года» населённый пункт упомянут как казённое село Рыжковское Вельского уезда, расположенное в 70 верстах от уездного города. В селе имелось 4 двора и проживало 16 человек (6 мужчин и 10 женщин). В 1881 году входила в состав Чушевицко-Покровской волости.
По данным 1909 года, в деревне имелось 2 хозяйства и проживало 13 человек (8 мужчин и 5 женщин).
В 1940 году входила в состав Верхне-Терменгского сельсовета Верховажского района. Упразднена не позднее 1973 года.